# Adolphe Wouters
Pour les articles homonymes, voir Wouters.
Adolphe-François Wouters (né à Bruxelles le 28 mai 1849 et décédé à Ixelles le 16 avril 1924) est un compositeur belge.

## Biographie
Initié très jeune à la musique par son père, lui-même professeur de musique et chanteur à l'église Notre-Dame du Finistère, il découvre la musique d'orgue en écoutant l'organiste Alphonse Mailly. Admis au Conservatoire royal de Bruxelles à l'âge de 11 ans, il y suit des cours de solfège, piano, harmonie, composition et orgue. De 1868 à 1885, il est organiste titulaire de Notre-Dame du Finistère. Il devient en 1870 maître de chapelle à l'église Saint-Nicolas. Il est nommé en 1871 professeur de piano au Conservatoire royal de Bruxelles.
Ses compositions couvrent à peu près tous les genres. La musique d'église y tient une place importante, comme la célèbre Messe de Sainte-Cécile ou le Te Deum pour chœur et grand orchestre exécuté le 21 juillet 1880 dans la cathédrale Saint-Michel pour le 50e anniversaire de l'Indépendance de la Belgique.